# Courting the Squall
Courting the Squall is het solo debuutalbum van de Britse muzikant Guy Garvey, beter bekend als de zanger van de band Elbow uit Manchester. Het album is uitgebracht op 30 oktober 2015 in het Verenigd Koninkrijk door Polydor.

## Tracklist
| Nr. | Titel                          | Duur |
| --- | ------------------------------ | ---- |
| 1.  | Angela's Eyes                  | 3:44 |
| 2.  | Courting the Squall            | 4:30 |
| 3.  | Harder Edges                   | 5:28 |
| 4.  | Unwind                         | 5:49 |
| 5.  | Juggernaut                     | 5:36 |
| 6.  | Yesterday                      | 5:06 |
| 7.  | Electricity                    | 3:41 |
| 8.  | Belly of the Whale             | 3:54 |
| 9.  | Broken Bottles and Chandeliers | 4:33 |
| 10. | Three Bells                    | 2:54 |